# Milano-Torino
La Milano-Torino è una corsa in linea maschile di ciclismo su strada, che si svolge tra Milano e Torino, in Italia. Inizialmente la corsa si svolgeva nel mese di ottobre, e faceva parte delle classiche del cosiddetto "Trittico d'autunno", ma dal 2021 è stata anticipata nel mese di marzo. Dal 2020 fa parte del calendario dell'UCI ProSeries.

## Storia
È la corsa ciclistica più antica del mondo, essendosi disputata per la prima volta, ideata e organizzata dal Veloce Club Milano, nel 1876, quando otto corridori si sfidarono per la prima volta sul percorso fra le due città, in sella a bicicli. Solo quattro corridori su otto arrivarono però a Torino. La corsa fu poi riproposta solo quasi vent'anni dopo e, annualmente, dal 1913 con qualche interruzione negli anni venti. Dopo quattro anni di interruzione, dal 2008 al 2011, è stata riproposta nel 2012. Corsa nelle prime edizioni a marzo, è diventata classica d'autunno nel 1911.
Durante il secondo dopoguerra la corsa è tornata a disputarsi a marzo; dal 1975 è tornata in calendario in autunno, a fine settembre o in ottobre, ad eccezione di alcuni anni. Dal 1987 al 2021, la corsa si è svolta in autunno, pochi giorni dopo il mondiale di ciclismo su strada; da allora la corsa ha riacquisito notevole importanza, poiché il campione del mondo vi partecipava con l'intento di bissare il successo; soltanto due corridori sono riusciti nell'impresa: Gianni Bugno e Laurent Jalabert. Dal 2021 la corsa si svolge nel mese di marzo, pochi giorni prima della Milano-Sanremo.
Nel 2000 venne annullata a causa dell'alluvione due giorni prima; tuttavia, essendo già stata programmata, l'edizione è da considerarsi valida.
Dal 1965 al 2001 la gara fu organizzata dalla RCS attraverso il quotidiano sportivo La Gazzetta dello Sport; dal 1960 al 1989 fu diretta da Vincenzo Torriani, che ne modificò il percorso rendendolo simile a quello degli anni duemila. Dal 2002 la Gara è organizzata dall'Associazione Ciclistica Arona ed è rinominata, per esigenze di sponsor, Milano-Torino Trofeo Nobili Rubinetterie. Dal 2015 RCS Sport riprende l'organizzazione e la gestione della corsa.
Il plurivincitore della corsa è Costante Girardengo con 5 successi, seguito da Pierino Favalli con 3.
Dopo alcuni anni di difficoltà per l'organizzazione negli anni venti e trenta (campioni come Alfredo Binda, Learco Guerra e Gino Bartali non vi presero mai parte), la corsa acquisì enorme prestigio a partire dal secondo dopoguerra, quando vide la partecipazione dei più grandi ciclisti del mondo. 
Il suo albo d'oro vanta così numerosi grandi campioni: Fiorenzo Magni, Arnaldo Pambianco, Franco Balmamion, Gianni Motta, Franco Bitossi, Roger de Vlaeminck, Giovanni Battaglin, Francesco Moser, Giuseppe Saronni, Gianni Bugno, ma anche campioni degli anni duemila come Alberto Contador, Diego Ulissi. Rigoberto Urán e Thibaut Pinot.

## Percorso
La partenza, dopo essere stata fissata in memoria di Vincenzo Torriani, a Novate Milanese, sua città natale, è stata spostata prima a Settimo Milanese e dal 2015, a Sesto Ulteriano (frazione di San Giuliano Milanese), periferia sudorientale di Milano. Il percorso attuale, pianeggiante nella prima parte, attraversa la Lomellina e il Casalese per giungere nei pressi di Torino, dove si incontra l'asperità principale del tracciato, la salita di Superga, che dall'edizione 2012 viene affrontata due volte, e dove è posto l'arrivo.

## Albo d'oro

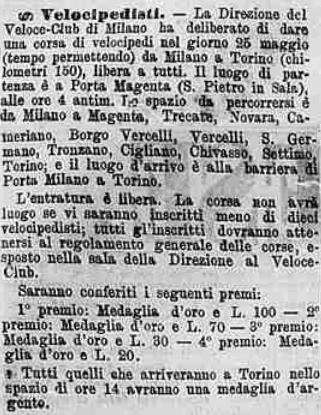
L'annuncio della prima edizione della Milano-Torino («La Stampa», 21 maggio 1876).

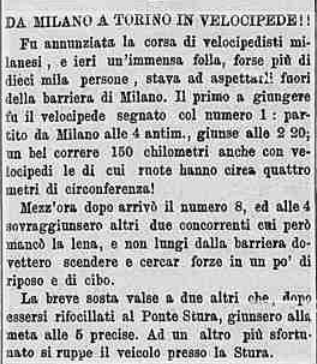
Resoconto della prima edizione della Milano-Torino, disputatasi il 25 maggio 1876 («La Stampa», 26 maggio 1876).

Aggiornato all'edizione 2025.
| Anno      | Vincitore                                                  | Secondo                                                    | Terzo                                                      |               |
| --------- | ---------------------------------------------------------- | ---------------------------------------------------------- | ---------------------------------------------------------- | ------------- |
| 1876      | Paolo Magretti                                             | Carlo Ricci Gariboldi                                      | Bartolomeo Balbiani                                        |               |
| 1877-92   | non disputata                                              | non disputata                                              | non disputata                                              |               |
| 1893      | Luigi Airaldi                                              | Giacomo Capella                                            | Luigi Masetti                                              |               |
| 1894-95   | non disputata                                              | non disputata                                              | non disputata                                              |               |
| 1896      | Giovanni Moro                                              | Goll/Compagnoni                                            | Gilardini/Perla                                            |               |
| 1897-1902 | non disputata                                              | non disputata                                              | non disputata                                              |               |
| 1903      | Giovanni Gerbi                                             | Giovanni Rossignoli                                        | Ferdinando Coppa                                           |               |
| 1904      | non disputata                                              | non disputata                                              | non disputata                                              |               |
| 1905      | Giovanni Rossignoli                                        | Giovanni Cuniolo                                           | Giulio Tagliavini                                          |               |
| 1906-10   | non disputata                                              | non disputata                                              | non disputata                                              |               |
| 1911      | Henri Pélissier                                            | Carlo Durando                                              | Domenico Allasia                                           |               |
| 1912      | non disputata                                              | non disputata                                              | non disputata                                              |               |
| 1913      | Giuseppe Azzini                                            | Carlo Durando                                              | Ezio Corlaita                                              |               |
| 1914      | Costante Girardengo                                        | Giuseppe Azzini                                            | Carlo Durando                                              |               |
| 1915      | Costante Girardengo                                        | Giovanni Roncon                                            | Lauro Bordin                                               |               |
| 1916      | non disputata                                              | non disputata                                              | non disputata                                              |               |
| 1917      | Oscar Egg                                                  | Leopoldo Torricelli                                        | Luigi Lucotti                                              |               |
| 1918      | Gaetano Belloni                                            | Alfredo Sivocci                                            | Angelo Vay                                                 |               |
| 1919      | Costante Girardengo                                        | Giuseppe Olivieri                                          | Giuseppe Azzini                                            |               |
| 1920      | Costante Girardengo                                        | Gaetano Belloni                                            | Leopoldo Torricelli                                        |               |
| 1921      | Federico Gay                                               | Giovanni Brunero                                           | Bartolomeo Aymo                                            |               |
| 1922      | Adriano Zanaga                                             | Emilio Petiva                                              | Federico Gay                                               |               |
| 1923      | Costante Girardengo                                        | Gaetano Belloni                                            | Giovanni Brunero                                           |               |
| 1924      | Federico Gay                                               | Michele Gordini                                            | Angelo Gremo                                               |               |
| 1925      | Adriano Zanaga                                             | Domenico Piemontesi                                        | Giuseppe Pancera                                           |               |
| 1926-30   | non disputata                                              | non disputata                                              | non disputata                                              |               |
| 1931      | Giuseppe Graglia                                           | Piero Polano                                               | Giuseppe Olmo                                              |               |
| 1932      | Giuseppe Olmo                                              | Giuseppe Martano                                           | Giuseppe Graglia                                           |               |
| 1933      | Giuseppe Graglia                                           | Attilio Masarati                                           | Antonio Folco                                              |               |
| 1934      | Mario Cipriani                                             | Orlando Teani                                              | Giuseppe Graglia                                           |               |
| 1935      | Giovanni Gotti                                             | Adalino Mealli                                             | Aldo Bini                                                  |               |
| 1936      | Cesare Del Cancia                                          | Olimpio Bizzi                                              | Mario Cipriani                                             |               |
| 1937      | Giuseppe Martano                                           | Cesare Del Cancia                                          | Augusto Introzzi                                           |               |
| 1938      | Pierino Favalli                                            | Giuseppe Olmo                                              | Fausto Montesi                                             |               |
| 1939      | Pierino Favalli                                            | Michele Benente                                            | Giovanni Gotti                                             |               |
| 1940      | Pierino Favalli                                            | Pietro Chiappini                                           | Francesco Albani                                           |               |
| 1941      | Pietro Chiappini                                           | Ruggero Moro                                               | Pietro Rimoldi                                             |               |
| 1942      | Pietro Chiappini                                           | Osvaldo Bailo                                              | Salvatore Crippa                                           |               |
| 1943-44   | non disputata                                              | non disputata                                              | non disputata                                              |               |
| 1945      | Vito Ortelli                                               | Enzo Coppini                                               | Guerrino Tomasoni                                          |               |
| 1946      | Vito Ortelli                                               | Oreste Conte                                               | Guido Lelli                                                |               |
| 1947      | Italo De Zan                                               | Giovanni Pinarello                                         | Egidio Feruglio                                            |               |
| 1948      | Sergio Maggini                                             | Italo De Zan                                               | Luciano Pezzi                                              |               |
| 1949      | Luigi Casola                                               | Aldo Bini                                                  | Italo De Zan                                               |               |
| 1950      | Adolfo Grosso                                              | Fausto Marini                                              | Livio Isotti                                               |               |
| 1951      | Fiorenzo Magni                                             | Giorgio Albani                                             | Alfredo Martini                                            |               |
| 1952      | Aldo Bini                                                  | Oreste Conte                                               | Alfo Ferrari                                               |               |
| 1953      | Luciano Maggini                                            | Loretto Petrucci                                           | Donato Zampini                                             |               |
| 1954      | Agostino Coletto                                           | Fiorenzo Magni                                             | Luciano Maggini                                            |               |
| 1955      | Cleto Maule                                                | Aldo Moser                                                 | Giorgio Albani                                             |               |
| 1956      | Ferdi Kübler                                               | Germain Derycke                                            | Roberto Falaschi                                           |               |
| 1957      | Miguel Poblet                                              | Fred De Bruyne                                             | Guido Messina                                              |               |
| 1958      | Agostino Coletto                                           | Miguel Poblet                                              | Armando Pellegrini                                         |               |
| 1959      | Nello Fabbri                                               | Guido Carlesi                                              | Agostino Coletto                                           |               |
| 1960      | Arnaldo Pambianco                                          | Guido Carlesi                                              | Gastone Nencini                                            |               |
| 1961      | Walter Martin                                              | Angelo Conterno                                            | Alessandro Fantini                                         |               |
| 1962      | Franco Balmamion                                           | Vittorio Adorni                                            | Dino Bruni                                                 |               |
| 1963      | Franco Cribiori                                            | Carlo Chiappano                                            | Giovanni Bettinelli                                        |               |
| 1964      | Valentín Uriona                                            | Italo Zilioli                                              | Franco Cribiori                                            |               |
| 1965      | Vito Taccone                                               | Marino Vigna                                               | Romeo Venturelli                                           |               |
| 1966      | Marino Vigna                                               | Michele Dancelli                                           | Dino Zandegù                                               |               |
| 1967      | Gianni Motta                                               | Franco Bitossi                                             | Vittorio Adorni                                            |               |
| 1968      | Franco Bitossi                                             | Italo Zilioli                                              | Michele Dancelli                                           |               |
| 1969      | Claudio Michelotto                                         | Martin Van Den Bossche                                     | Franco Bitossi                                             |               |
| 1970      | Luciano Armani                                             | Guido Reybrouck                                            | Davide Boifava                                             |               |
| 1971      | Georges Pintens                                            | Enrico Paolini                                             | Marinus Wagtmans                                           |               |
| 1972      | Roger De Vlaeminck                                         | Franco Bitossi                                             | Gianni Motta                                               |               |
| 1973      | Marcello Bergamo                                           | Franco Bitossi                                             | Roger De Vlaeminck                                         |               |
| 1974      | Roger De Vlaeminck                                         | Marcello Bergamo                                           | Italo Zilioli                                              |               |
| 1975      | Wladimiro Panizza                                          | Enrico Paolini                                             | Roger De Vlaeminck                                         |               |
| 1976      | Enrico Paolini                                             | Franco Bitossi                                             | Eddy Verstraeten                                           |               |
| 1977      | Rik Van Linden                                             | Walter Godefroot                                           | Alfons de Bal                                              |               |
| 1978      | Pierino Gavazzi                                            | Vittorio Algeri                                            | Franco Bitossi                                             |               |
| 1979      | Alfio Vandi                                                | Claude Criquielion                                         | Wladimiro Panizza                                          |               |
| 1980      | Giovanni Battaglin                                         | Francesco Moser                                            | Roberto Ceruti                                             |               |
| 1981      | Giuseppe Martinelli                                        | Giovanni Renosto                                           | Nazzareno Berto                                            |               |
| 1982      | Giuseppe Saronni                                           | Noël De Jonckheere                                         | Rik Van Linden                                             |               |
| 1983      | Francesco Moser                                            | Silvestro Milani                                           | Peter Kehl                                                 |               |
| 1984      | Paolo Rosola                                               | Guido Bontempi                                             | Roger De Vlaeminck                                         |               |
| 1985      | Daniele Caroli                                             | Stefan Mutter                                              | Dante Morandi                                              |               |
| 1986      | non disputata                                              | non disputata                                              | non disputata                                              |               |
| 1987      | Phil Anderson                                              | Flavio Giupponi                                            | Tony Rominger                                              |               |
| 1988      | Rolf Gölz                                                  | Phil Anderson                                              | Luc Roosen                                                 |               |
| 1989      | Rolf Gölz                                                  | Dag Erik Pedersen                                          | Tony Rominger                                              |               |
| 1990      | Mauro Gianetti                                             | Jean-Claude Leclercq                                       | Gilles Delion                                              |               |
| 1991      | Davide Cassani                                             | Tony Rominger                                              | Sammie Moreels                                             |               |
| 1992      | Gianni Bugno                                               | Rolf Aldag                                                 | Tony Rominger                                              |               |
| 1993      | Rolf Sørensen                                              | Paolo Fornaciari                                           | Francesco Frattini                                         |               |
| 1994      | Francesco Casagrande                                       | Mauro Gianetti                                             | Zenon Jaskuła                                              |               |
| 1995      | Stefano Zanini                                             | Rolf Sørensen                                              | Francesco Casagrande                                       |               |
| 1996      | Daniele Nardello                                           | Stefano Zanini                                             | Laurent Jalabert                                           |               |
| 1997      | Laurent Jalabert                                           | Alex Zülle                                                 | Paolo Lanfranchi                                           |               |
| 1998      | Niki Aebersold                                             | Oscar Camenzind                                            | Marco Serpellini                                           |               |
| 1999      | Markus Zberg                                               | Paolo Bettini                                              | Jan Ullrich                                                |               |
| 2000      | non disputata a causa dell'alluvione del Piemonte del 2000 | non disputata a causa dell'alluvione del Piemonte del 2000 | non disputata a causa dell'alluvione del Piemonte del 2000 |               |
| 2001      | Mirko Celestino                                            | Niki Aebersold                                             | Eddy Mazzoleni                                             |               |
| 2002      | Michele Bartoli                                            | Oscar Camenzind                                            | Gabriele Missaglia                                         |               |
| 2003      | Mirko Celestino                                            | Davide Rebellin                                            | M. Ángel Martín Perdiguero                                 |               |
| 2004      | Marcos Serrano                                             | Eddy Mazzoleni                                             | Francesco Casagrande                                       |               |
| 2005      | Fabio Sacchi                                               | Mirko Celestino                                            | Paolo Tiralongo                                            |               |
| 2006      | Igor Astarloa                                              | Mirko Celestino                                            | Paolo Tiralongo                                            |               |
| 2007      | Danilo Di Luca                                             | Mauricio Soler                                             | Kim Kirchen                                                |               |
| 2008-11   | non disputata                                              | non disputata                                              | non disputata                                              | non disputata |
| 2012      | Alberto Contador                                           | Diego Ulissi                                               | Fredrik Kessiakoff                                         |               |
| 2013      | Diego Ulissi                                               | Rafał Majka                                                | Daniel Moreno                                              |               |
| 2014      | Giampaolo Caruso                                           | Rinaldo Nocentini                                          | Daniel Moreno                                              |               |
| 2015      | Diego Rosa                                                 | Rafał Majka                                                | Fabio Aru                                                  |               |
| 2016      | Miguel Ángel López                                         | Michael Woods                                              | Rigoberto Urán                                             |               |
| 2017      | Rigoberto Urán                                             | Adam Yates                                                 | Fabio Aru                                                  |               |
| 2018      | Thibaut Pinot                                              | Miguel Ángel López                                         | Alejandro Valverde                                         |               |
| 2019      | Michael Woods                                              | Alejandro Valverde                                         | Adam Yates                                                 |               |
| 2020      | Arnaud Démare                                              | Caleb Ewan                                                 | Wout Van Aert                                              |               |
| 2021      | Primož Roglič                                              | Adam Yates                                                 | João Almeida                                               |               |
| 2022      | Mark Cavendish                                             | Nacer Bouhanni                                             | Alexander Kristoff                                         |               |
| 2023      | Arvid de Kleijn                                            | Fernando Gaviria                                           | Casper van Uden                                            |               |
| 2024      | Alberto Bettiol                                            | Jan Christen                                               | Marc Hirschi                                               |               |
| 2025      | Isaac Del Toro                                             | Ben Tulett                                                 | Tobias Halland Johannessen                                 |               |

## Vittorie per nazione
| Pos. | Nazione                                                               | Vittorie |
| ---- | --------------------------------------------------------------------- | -------- |
| 1    | Italia                                                                | 74       |
| 2    | Svizzera Spagna                                                       | 5        |
| 4    | Belgio Francia                                                        | 4        |
| 6    | Lussemburgo Germania Colombia                                         | 2        |
| 9    | Danimarca Australia Canada Slovenia Gran Bretagna Paesi Bassi Messico | 1        |